# Thick as a Brick 2: Whatever Happened to Gerald Bostock?
Thick as a Brick 2: Whatever Happened to Gerald Bostock? is een album van Jethro Tull's Ian Anderson, zoals op de hoes vermeld staat. Dit is het muzikale vervolg op Thick as a Brick uit 1972.

## Bezetting
- Ian Anderson - zang, dwarsfluit, akoestische gitaar
- Florian Opahle - elektrische gitaar
- John O'Hara - hammondorgel, piano en keyboard
- David Goodier - basgitaar en glockenspiel
- Scott Hammond - drums en percussie
- Pete Judge - trompet, bugel, althoorn en tuba
- Ryan O'Donnell - zang

## Productie
Ian Anderson, Steven Wilson, Peter Mew en Mike Downs

## Nummers
1. From a Pebble Thrown
2. Medley: Pebbles Instrumental / Might-Have-Beens
3. Medley: Upper Sixth Loan Shark / Banker Bets, Banker Wins
4. Swing It Far
5. Adrift and Dumfounded
6. Old School Song
7. Wootton Bassett Town
8. Medley: Power and Spirit / Give Till It Hurts
9. Medley: Cosy Corner / Shunt and Shuffle
10. A Change of Horses
11. Confessional
12. Kismet in Suburbia
13. What-ifs, Maybes and Might-Have-Beens

## Bonus-dvd
- 5.1 Surround Sound van het complete album (gemixt door Steven Wilson)
- Documentaire 'the making of' (25 min)
- Interview met Ian Anderson
- Interview met Steven Wilson
- Voorlezen van de lyrics (25 min)
- Artwork